# Roberto Barrios, Veracruz
Roberto Barrios är en ort i Mexiko.   Den ligger i kommunen Tierra Blanca och delstaten Veracruz, i den sydöstra delen av landet, 300 km öster om huvudstaden Mexico City. Roberto Barrios ligger 90 meter över havet och antalet invånare är 232.
Terrängen runt Roberto Barrios är platt, och sluttar österut. Runt Roberto Barrios är det ganska tätbefolkat, med 65 invånare per kvadratkilometer. Närmaste större samhälle är Tetela, 4,5 km väster om Roberto Barrios. Trakten runt Roberto Barrios består till största delen av jordbruksmark.